# Schallinterferometer
Ein Schallinterferometer ist ein Gerät zur Messung der Geschwindigkeit und Absorption von Schallwellen in einem Gas oder einer Flüssigkeit.
Ein schwingender Kristall erzeugt die Schallwellen, die kontinuierlich in das Medium abgestrahlt werden. Dort treffen sie auf einen beweglichen Reflektor, der genau parallel zur Schallquelle angeordnet ist. Die Wellen werden dann zurück zum Kristall reflektiert. Zwischen der Quelle und dem Reflektor bildet sich eine stehende Welle aus. Die Geschwindigkeit, mit der sich die Wellen ausbreiten, kann aus dem Abstand zwischen den Bäuchen im Muster der stehenden Welle bestimmt werden. Die Veränderungen, die sich bei Abstands- oder Frequenzänderung ergeben, gibt Aufschluss über die Absorption durch das Medium.
Diese Methode weist mittlerweile einen hohen Genauigkeitsgrad auf und wurde z. B. zur Bestimmung der Eigenschaften von Meerwasser für Sonaranwendungen verwendet.